# El Jaida
Pour plus de détails, voir Fiche technique et Distribution.
El Jaida (arabe : الجايدة) est un film tunisien réalisé par Salma Baccar en 2017.
L'avant-première a lieu aux Journées cinématographiques de Carthage et le film est nommé lors du Festival international du film du Caire.

## Synopsis
Quatre femmes se retrouvent à Dar Joued (prison de femmes) huit mois avant l'indépendance de la Tunisie (entre octobre 1954 et juin 1955). D'âges et de conditions sociales différents, elles sont condamnées à cohabiter en subissant l'autorité et les injustices de leur geôlière : la jaida. Elles vont partager souvenirs du monde extérieur, joie, émotions et détresse de leur quotidien.

## Fiche technique
- Réalisatrice : Salma Baccar[1]
- Scénario : Salma Baccar[1]
- Directeur de la photographie : Mohamed Maghlaoui[1]
- Montage : Kahena Attia[1]
- Production : Inter Medias Production[3]
- Costumes : Sameh Ben Nessib
- Pays d'origine :  Tunisie
- Langue : arabe
- Genre : drame historique[1]
- Durée : 110 minutes[3]
- Année de production : 2017

## Distribution
La distribution du film est la suivante :
- Wajiha Jendoubi
- Souhir Ben Amara
- Fatma Ben Saïdane
- Salma Mahjoubi
- Najoua Zouhair
- Bilel Beji
- Khaled Houissa
- Taoufik El Ayeb
- Samia Rhaiem
- Raouf Ben Amor
- Jouda Najah
- Abdellatif Kheireddine
- Lotfi Abdelli
- Mohamed Ali Ben Jemaa